# Elin Landström
Elin Linnéa Landström, född 2 juni 1992 i Vännäs, Västerbottens län, är en svensk fotbollsspelare (försvarare) som spelar för den svenska storklubben IFK Norrköping.

## Karriär
Landström började spela fotboll som sexåring i Vännäs AIK. Hon spelade sedan för Sandåkerns SK. 2008 värvades Landström till Umeå IK, där det blev spel i klubbens utvecklingslag. Inför säsongen 2009 flyttades hon upp i A-laget. Landström debuterade i Damallsvenskan 2010 och spelade totalt 16 matcher under säsongen. Säsongen 2011 bröt hon foten och spelade endast två matcher. Därefter var hon ordinarie i truppen och spelade 18 matcher 2012, 22 matcher 2013, 20 matcher 2014 samt 20 matcher 2015.
I oktober 2015 värvades Landström av Kopparbergs/Göteborg FC, där hon skrev på ett tvåårskontrakt. Landström spelade samtliga 22 matcher under sin första säsong. Säsongen 2017 spelade hon 21 av 22 matcher för klubben.
Den 1 december 2017 värvades Landström av Linköpings FC, där hon skrev på ett treårskontrakt. I november 2020 förlängde Landström sitt kontrakt med ett år.
I juli 2021 värvades Landström av italienska Inter, där hon skrev på ett ettårskontrakt.